# Wladimir Guettée
Wladimir Guettée, né René-François Guettée, né le 1er décembre 1816 et mort le 20 mars 1892 est un prêtre catholique converti à l'orthodoxie. Il a écrit de nombreux ouvrages d'histoire religieuse qui ont, de son vivant, suscité la polémique au sein de l’Église catholique de France.

## Biographie
René François Guettée est né le 1er décembre 1816 à Blois, dans une famille profondément croyante. La famille Guettée est assez aisée. « Entre un père "honnête homme", croyant mais hostile aux jésuites, et une mère pieuse et distinguée, morte assez jeune, l’enfant “naturellement religieux”, s’était orienté de lui-même vers des études ecclésiastiques »
L'abbé Guettée est tenté un moment d’entrer chez les Jésuites mais il est rebuté par ce qu'il appelle la « suffisance » de la Compagnie et par son « mépris » pour le clergé séculier. Il est ordonné prêtre le 21 décembre 1839 par Sausin. Il est mal noté par ses supérieurs et envoyé comme vicaire à Saint-Aignan-sur-Cher, où le curé est « malveillant et débauché ».
Il fonde en 1855 l’Observateur catholique.

## Guettée en conflit avec son évêque
Le père Guettée fonde un nouveau périodique, l’Union chrétienne, qui, sous l’influence d’Alexis Khomiakiov, devient peu à peu pro-orthodoxe. Guettée se brouille peu à peu avec les « jansénistes » : « L’Observateur catholique me fit d’autres ennemis, sur lesquels je ne comptais pas, c'est-à-dire ceux que les Jésuites et consorts appellent jansénistes. Lorsque je faisais l’éloge de Port-Royal, ils battaient des mains et m’exaltaient, mais dès qu’ils me virent réduire la papauté à ses proportions orthodoxes, ils m’adressèrent des observations. Qui l’aurait cru ? ».
L’ecclésiologie d’Utrecht étant gallicane, elle reconnaît le pape et espérait que celui-ci ou un concile général reconnaîtrait ses droits. Elle ne peut donc entrer dans l’orthodoxie de Guettée. Guettée pensait, lui, que ces petites Églises ne « pouvaient trouver leur plénitude ecclésiale qu’en s’unissant à la catholicité authentique, préservée et vécue par l’Église d’Orient. »

## Conversion à l’orthodoxie
L’abbé Guettée fait, lors de l'inauguration de la première église orthodoxe à Paris, la connaissance de l’archiprêtre Joseph Wassilieff, aumônier de l’ambassade russe de Paris, qui est un lecteur de l’Observateur catholique. Il explique à Guettée qu’il ne serait pas plus orthodoxe s’il avait fait ses études à Moscou. De là le projet de publier l’Union chrétienne, « le premier journal orthodoxe qui parut en Occident », dans lequel « viendrait se fondre mon Observateur Catholique qui verrait ainsi s’agrandir le cercle de son action. » Ainsi, dans son no 46 de septembre 1861, Guettée décrit la consécration de la nouvelle église russe de Paris, rue Daru, à laquelle il a assisté : « Il n’y a rien, dans ce culte, qui soit mesquin, dénué de sens, ou qui soit d’invention moderne. Il a été conservé tel qu’il fut établi dans les premiers siècles de l’Église. Les vêtements sacerdotaux eux-mêmes n’ont pas été modifiés ; en voyant Mgr Léonce officier avec tant de dignité et de piété, faisant les mêmes cérémonies que Saint Basile ou Saint Jean Chrysostome, revêtu d’ornements semblables à ceux que portaient ces grands évêques, organisateurs du culte de l’Église orientale, nous ressentions une profonde émotion. » (L'Union chrétienne, no 46, 15 septembre 1861).
Après la consécration, il est invité au dîner et placé à côté de l’évêque à qui il demande : « tout mon désir, dis-je à Monseigneur, c’est d’appartenir à l’Église orthodoxe de Russie, mais je ne sais pas le russe et je ne pourrai par conséquent me rendre utile ».

## L’abbé Guettée et la politique
Les sympathies politiques de Guettée encore jeune prêtre catholique vont plutôt aux légitimistes, souvent gallicans. D’autant plus que le chef de file de l’Union monarchique, journal légitimiste, Laurentie, est un ami de Guettée et s’intéresse à la Russie et à la doctrine d’Ouvarov : « Orthodoxie, autocratie et nationalisme ». Mais le légitimisme vire à l'ultramontanisme et au providentialisme avec Louis Veuillot, donc Guettée s’en écarte. Il déteste la monarchie de Juillet et, comme beaucoup de prêtres, cherche à christianiser la révolution de 1848 : « La révolution de 1830 avait été voltairienne et maçonnique, celle de 1848 se faisait au nom du Christ des Béatitudes ».
S'étant marié civilement avec Catherine Bock, il meurt le 22 mars 1892  à Ehnen au Luxembourg et est inhumé à Paris dans le cimetière des Batignolles (12e division), après un service funèbre à l’église russe de la rue Daru.

## Œuvres
- Histoire de l'Église de France, composée sur les documents originaux et authentiques, par l'abbé Guettée. Paris, V. Masson (J. Renouard, etc.), 1847-1856. 12 volumes in-8°.
- Histoire de l'Église, depuis la naissance de N. - S. Jésus-Christ jusqu'à nos jours, composée sur les documents originaux et authentiques, par Wladimir Guettée, 7 volumes, parus Paris, Cherbuliez, Sandoz et Fischbacher (1869). In-8°.
- La Papauté schismatique, ou Rome dans ses rapports avec l'Église orientale (Orthodoxe), par M. l'abbé Guettée. Paris, librairie de l'Union chrétienne, 1863. In-8°, XV – 398 p.
- La Papauté hérétique, exposé des hérésies, erreurs et innovations de l'Église romaine depuis la séparation de l'Église catholique au IXe siècle, par Wladimir Guettée. Paris, Sandoz et Fischbacher, 1874. In-8°, XII – 376 p.
- La Papauté moderne condamnée par Saint Grégoire-le-Grand, extraits des ouvrages de Saint Grégoire-le-Grand traduits et commentés par l'abbé Guettée. Paris, Dentu, 1861. In-8°, 61 p.
- Histoire des Jésuites, composée sur les documents authentiques en partie inédits, par l'abbé Guettée. Paris, Huet, 1858 - 1859. 3 vol. In-8°. 2e édition – Paris, A. Sagnier, 1872.
- Jansénisme et jésuitisme ou Examen des accusations de jansénisme soulevées par M. Lequeux… contre M. l'abbé Guettée…, Paris, Huet, 1857, 118 p.
- Souvenirs d'un prêtre romain devenu orthodoxe, Paris, Fischbacher, 1889
- Vie de Henri Arnauld, évêque d'Angers par Jérome Besoigne…; nouvelle édition, accompagnée d'une introduction par M. l'abbé Guettée, Angers, J. Lemesle, 1863
- Mémoires pour servir à l’histoire de l’Église de France pendant le XIXe siècle, Paris, Fischbacher, 1881, 481 p.

### Sources
- Chroniques de Port-Royal, 59. Port-Royal et la tradition chrétienne d'Orient, Paris, Bibliothèque Mazarine, 2010, 310 p.
- Wladimir Guettée, De la papauté, textes choisis et présentés par Patric Ranson, collection  « La lumière du Thabor », L’Âge d’Homme, Lausanne, 1990, 248 p.
- Jean-Paul Besse, Un précurseur. Wladimir Guettée, du gallicanisme à l’orthodoxie, monastère orthodoxe Saint-Michel, 1992, 175 p.
- Thérèse Monthéard, Père Wladimir Guettée et Port-Royal, SKit du Saint Esprit, Le Mesnil Saint Denis, 1992, 126 pages  (ISBN 2-9507360-0-9)
- Jean-Pierre Chantin (dir.), Les Marges du christianisme, tome X du Dictionnaire du monde religieux dans la France contemporaine (Jean-Marie Mayeur dir.), Beauchesne, 2001.